# Equació de Wheeler-DeWitt
L'equació de Wheeler-DeWitt per a la física teòrica i les matemàtiques aplicades, és una equació de camp atribuïda a John Archibald Wheeler i Bryce DeWitt. L'equació intenta combinar matemàticament les idees de la mecànica quàntica i la relativitat general, un pas cap a una teoria de la gravetat quàntica.
En aquest enfocament, el temps juga un paper diferent del que fa en la mecànica quàntica no relativista, donant lloc a l'anomenat "problema del temps". Més concretament, l'equació descriu la versió quàntica de la restricció hamiltoniana utilitzant variables mètriques. Les seves relacions de commutació amb les restriccions del difeomorfisme generen el "grup" de Bergman-Komar (que és el grup del difeomorfisme a la capa).

## Motivació i antecedents
En gravetat quàntica canònica, l'espai-temps està foliat en subvarietats semblants a l'espai. La mètrica de tres (és a dir, mètrica a la hipersuperfície) és {\displaystyle \gamma _{ij}} i donat per
{\displaystyle g_{\mu \nu }\,\mathrm {d} x^{\mu }\,\mathrm {d} x^{\nu }=(-\,N^{2}+\beta _{k}\beta ^{k})\,\mathrm {d} t^{2}+2\beta _{k}\,\mathrm {d} x^{k}\,\mathrm {d} t+\gamma _{ij}\,\mathrm {d} x^{i}\,\mathrm {d} x^{j}.}
En aquesta equació, els índexs llatins corren sobre els valors 1, 2, 3 i els índexs grecs sobre els valors 1, 2, 3, 4. La mètrica de tres {\displaystyle \gamma _{ij}} és el camp, i denotem els seus moments conjugats com {\displaystyle \pi ^{ij}}. El Hamiltonià té com a restricció (característica de la majoria dels sistemes relativistes)
{\displaystyle {\mathcal {H}}={\frac {1}{2{\sqrt {\gamma }}}}G_{ijkl}\pi ^{ij}\pi ^{kl}-{\sqrt {\gamma }}\,{}^{(3)}\!R=0}
on {\displaystyle \gamma =\det(\gamma _{ij})} i {\displaystyle G_{ijkl}=(\gamma _{ik}\gamma _{jl}+\gamma _{il}\gamma _{jk}-\gamma _{ij}\gamma _{kl})} és la mètrica Wheeler-DeWitt. En notació sense índex, la mètrica de Wheeler-DeWitt sobre l'espai de formes quadràtiques definides positives g en tres dimensions és
{\displaystyle \operatorname {tr} ((g^{-1}dg)^{2})-(\operatorname {tr} (g^{-1}dg))^{2}.}
La quantització "posa barrets" a les variables de moment i camp; és a dir, les funcions dels nombres en el cas clàssic esdevenen operadors que modifiquen la funció d'estat en el cas quàntic. Així obtenim l'operador
{\displaystyle {\widehat {\mathcal {H}}}={\frac {1}{2{\sqrt {\gamma }}}}{\widehat {G}}_{ijkl}{\widehat {\pi }}^{ij}{\widehat {\pi }}^{kl}-{\sqrt {\gamma }}\,{}^{(3)}\!{\widehat {R}}.}
Treballant en "espai de posició", aquests operadors són
{\displaystyle {\hat {\gamma }}_{ij}(t,x^{k})\to \gamma _{ij}(t,x^{k})}
{\displaystyle {\hat {\pi }}^{ij}(t,x^{k})\to -i{\frac {\delta }{\delta \gamma _{ij}(t,x^{k})}}.}
Es pot aplicar l'operador a una funció d'ona general de la mètrica {\displaystyle {\widehat {\mathcal {H}}}\Psi [\gamma ]=0} on:
{\displaystyle \Psi [\gamma ]=a+\int \psi (x)\gamma (x)dx^{3}+\int \int \psi (x,y)\gamma (x)\gamma (y)dx^{3}dy^{3}+...}
que donaria un conjunt de restriccions entre els coeficients {\displaystyle \psi (x,y,...)}. Això significa les amplituds per {\displaystyle N} gravitons en determinades posicions estan relacionades amb les amplituds d'un nombre diferent de gravitons en diferents posicions. O, es podria utilitzar el formalisme de dos camps, tractant {\displaystyle \omega (g)} com un camp independent de manera que la funció d'ona sigui {\displaystyle \Psi [\gamma ,\omega ]}.

## Formalisme matemàtic
L'equació de Wheeler-DeWitt és una equació diferencial funcional. Està mal definida en el cas general, però és molt important en la física teòrica, especialment en gravetat quàntica. És una equació diferencial funcional sobre l'espai de mètriques espacials tridimensionals.
L'equació de Wheeler-DeWitt té la forma d'un operador que actua sobre una funció d'ona; el funcional es redueix a una funció en cosmologia. Contràriament al cas general, l'equació de Wheeler-DeWitt està ben definida en minisuperespais com l'espai de configuració de les teories cosmològiques. Un exemple d'aquesta funció d'ona és l'estat de Hartle-Hawking. Bryce DeWitt va publicar per primera vegada aquesta equació l'any 1967 amb el nom d'"Equació d'Einstein–Schrödinger"; més tard va ser rebatejada com a "equació de Wheeler-DeWitt".